# Cuciovă
Cuciovă (în sârbă Кучево, în sârbocroată Kučevo, pronunțat [kûtʃɛʋɔ]) este un sat component al comunei cu același nume, situat în districtul Braničevo din estul Serbiei.
În 2011 populația satului era de 3.944 locuitori, în timp ce populația comunei era de 15.516 locuitori.

## Istorie
În 1973 au fost efectuate săpături arheologice în complexul metalurgic Cracul lui Iordan. Rămășițele așezării romane datează din secolul al IV-lea.
Din 1929 până în 1941 Cuciovă a făcut parte din Banovina Moravei a Regatului Iugoslaviei.

## Demografie
| Compoziția etnică conform recensamantului din 2002 | Compoziția etnică conform recensamantului din 2002 | Compoziția etnică conform recensamantului din 2002 |
| Etnie                                              | Persone                                            | Procent                                            |
| -------------------------------------------------- | -------------------------------------------------- | -------------------------------------------------- |
| sârbi                                              | 4199                                               | 93,18%                                             |
| români                                             | 143                                                | 3,17%                                              |
| muntenegreni                                       | 17                                                 | 0,37%                                              |
| români                                             | 15                                                 | 0,33%                                              |
| croați                                             | 8                                                  | 0,17%                                              |
| iugoslavi                                          | 7                                                  | 0,15%                                              |
| bulgari                                            | 6                                                  | 0,13%                                              |
| romi                                               | 5                                                  | 0,11%                                              |
| musulmani                                          | 5                                                  | 0,11%                                              |
| maghiari                                           | 5                                                  | 0,11%                                              |
| macedoneni                                         | 4                                                  | 0,08%                                              |
| bosniaci                                           | 3                                                  | 0,06%                                              |
| ruși                                               | 2                                                  | 0,04%                                              |
| necunoscut                                         | 49                                                 | 1,08%                                              |

## Economie
Următorul tabel oferă o viziune a numărului total de angajați per activitatea lor principală (din 2017):
| Activitate                                                  | Total |
| ----------------------------------------------------------- | ----- |
| Agricultura, silvicultură și pescuit                        | 131   |
| Minerit                                                     | 88    |
| Industria prelucrărilor                                     | 282   |
| Distribuție de energie, gaz și apă                          | 28    |
| Distribuția apei și gestionarea apelor reziduale            | 31    |
| Construcții                                                 | 102   |
| Comerț en-gros si cu amanuntul, reparatii                   | 436   |
| Trafic, depozitare și comunicare                            | 122   |
| Hoteluri și restaurante                                     | 91    |
| Media și telecomunicații                                    | 18    |
| Finanțe și asigurări                                        | 13    |
| Stoc de proprietate și charter                              | 1     |
| Activități profesionale, științifice, inovatoare și tehnice | 58    |
| Servicii administrative și alte servicii                    | 21    |
| Administrație și asigurări sociale                          | 177   |
| Educație                                                    | 276   |
| Asistență medicală și asistență socială                     | 212   |
| Artă, agrement și recreere                                  | 60    |
| Alte servicii                                               | 60    |
| Total                                                       | 2.207 |